# Jean Gattégno
Pour les articles homonymes, voir Gattegno.
Jean Gattégno, né le 6 juin 1935 à Paris 13e et mort le 30 mai 1994 à Villejuif, est un intellectuel et un dirigeant d'administration publique français.

## Biographie
Professeur agrégé d'anglais, il enseigne à l'Université de Paris VIII (Vincennes), au lendemain de mai 68, puis à celle de Nanterre. Il est un spécialiste de l'œuvre de Lewis Carroll et de celle d'Oscar Wilde.
Sous l'autorité du ministre Jack Lang, il est de 1981 à 1989, directeur du Livre et de la Lecture au ministère de la Culture et de la Communication où il joue un rôle important dans le développement des bibliothèques publiques. Il supervise notamment la création des 17 dernières bibliothèques départementales de prêt et leur décentralisation. Il participe également à la mise en place de la loi sur le prix du livre de 1982, dite loi Lang, ainsi qu'au développement du Centre national du livre dont il est alors le président en qualité de directeur du Livre et de la Lecture.
En 1985 il soutient Olivier Corpet lors de la création d'Ent'revues et de la Revue des revues.
Délégué scientifique de l'Établissement public de la Bibliothèque de France de 1989 à 1992, il contribue activement au projet de la Bibliothèque nationale de France au côté de Dominique Jamet, président de l'établissement public, où il met notamment en place un groupe de travail sur le poste de lecture assisté par ordinateur dirigé par Bernard Stiegler. Il est également membre du comité d'honneur de la Maison internationale des poètes et des écrivains de Saint-Malo.

## Œuvres
- 1975 : Dickens, Seuil
- 1983 : La Science-fiction, PUF, Que sais-je ? no 1426, 4 éd. mise à jour,  (ISBN 2-13-037888-9 et 2-13-044093-2) (réimpr. 1992)
- 1984 : Lewis Carroll : une vie, Seuil  (ISBN 2-02-008501-1)
- 1992 : La Bibliothèque de France à mi-parcours : de la TGB à la BN bis ?, Ed. du Cercle de la librairie  (ISBN 2-7654-0512-3)
- 1990 : L'Univers de Lewis Carroll, José Corti,  (ISBN 2-7143-0378-1)
- 1990 : Albums de la Pléiade : Lewis Carroll, bibliothèque de la Pléiade, éditions Gallimard,  (ISBN 2-07-011175-X)
- 1996 : Albums de la Pléiade : Oscar Wilde en collaboration avec Merlin Holland, bibliothèque de la Pléiade, éditions Gallimard,  (ISBN 2-07-011334-5)